# Gemini Man
Gemini Man è una serie televisiva statunitense in 12 episodi trasmessi per la prima volta nel corso di una sola stagione nel 1976. È liberamente ispirata al romanzo di H. G. Wells L'uomo invisibile.
È una serie d'azione a sfondo fantascientifico incentrata sulle vicende di un uomo che riesce a rendersi invisibile per 15 minuti. Un pilot andò in onda il 10 maggio 1976 mentre il primo episodio regolare andò in onda il 23 settembre dello stesso anno. Negli Stati Uniti andarono in onda solo i primi cinque episodi sulla NBC. Due episodi, Smithereens e Buffalo Bill Rides Again, furono rieditati a comporre un film per la televisione della durata di 90 minuti intitolato Riding with Death, trasmesso negli Stati Uniti nel 1981.

## Trama
L'agente segreto Sam Casey resta ferito in un incidente subacqueo e, grazie all'influsso delle radiazioni, acquisisce il potere di diventare invisibile. L'agenzia governativa per cui lavora, chiamata INTERSECT, trova un modo per controllare la sua invisibilità con l'uso di un orologio da polso che funge da "stabilizzatore del DNA". Premendo un tasto sull'orologio Sam riesce a diventare invisibile, un'abilità che si rivelerà utile per la sua professione. Può però restare invisibile solo per 15 minuti al giorno, pena l'invisibilità permanente.

## Personaggi e interpreti
- Sam Casey (12 episodi, 1976), interpretato da Ben Murphy.
- Dottoressa Abby Lawrence (12 episodi, 1976), interpretata da Katherine Crawford.
- Leonard Driscoll (11 episodi, 1976), interpretato da William Sylvester.
È il direttore dell'agenzia.
- Brighton (2 episodi, 1976), interpretato da Quinn K. Redeker.
- 'Buffalo' Bill Joe Hickens (2 episodi, 1976), interpretato da Jim Stafford.

## Produzione
La serie, ideata da Leslie Stevens, Harve Bennett e Steven Bochco, fu prodotta da Harve Bennett Productions e Universal TV Le musiche furono composte da Lee Holdridge e Mark Snow.

### Registi
Tra i registi della serie sono accreditati:
- Alan J. Levi in 5 episodi (1976)
- Michael Caffey in 2 episodi (1976)

### Sceneggiatori
Tra gli sceneggiatori della serie sono accreditati:
- Frank Telford in 5 episodi (1976)
- Steven E. de Souza in 3 episodi (1976)
- Leslie Stevens in 3 episodi (1976)

## Distribuzione
La serie fu trasmessa negli Stati Uniti dal 10 maggio 1976 (pilot) e dal 23 settembre 1976 (1º episodio) al 28 ottobre 1976 sulla rete televisiva NBC. In Italia è stata trasmessa con il titolo Gemini Man.
Alcune delle uscite internazionali sono state:
- negli Stati Uniti il 10 maggio 1976 (pilot) e il 23 settembre 1976 (1º episodio) (Gemini Man)
- nel Regno Unito il 12 ottobre 1976
- in Belgio il 6 aprile 1977
- in Francia il 9 aprile 1977 (Gemini Man)
- nei Paesi Bassi il 12 luglio 1977 (De onzichtbare)
- in Spagna (El hombre invisible)
- in Italia (Gemini Man)

## Episodi
| Stagione       | Episodi | Prima TV USA |
| -------------- | ------- | ------------ |
| Prima stagione | 12      | 1976         |